# Bactrocera abdopallescens
Bactrocera abdopallescens är en tvåvingeart som först beskrevs av Drew 1971.  Bactrocera abdopallescens ingår i släktet Bactrocera och familjen borrflugor. Inga underarter finns listade.